# Prosthechea bueraremensis
Prosthechea bueraremensis es una orquídea epífita originaria de América.   

## Descripción
Es una orquídea de mediano tamaño con hábitos de epifita y con pseudobulbos  alargados, estrecho fusiformes, comprimidos lateralmente y envueltos en la juventud por vainas imbricadas y que llevanj de 1 a 2 hojas, apicales, erguidas, subcoriáceas , oblongo-lanceoladas, agudas, unidas basalmente. Florece a principios de primavera en una inflorescencia terminal, erecta de 10 a 15 cm  de largo con unas pocas flores que surgen a través de una espata y llevando flores no resupinadas.

## Distribución y hábitat
Se encuentra en el estado de Bahía en Brasil en los bosques atlánticos en elevaciones de 800 a 900 metros.   

## Taxonomía
Prosthechea bueraremensis fue descrito por (Campacci) Campacci y publicado en Boletim, Coordenadoria das Associacoes Orquidsfilas do Brasil 58: 50. 2005.
Etimología
Prosthechea: nombre genérico que deriva de las palabras griegas: prostheke (apéndice), en referencia al apéndice en la parte posterior de la columna.
bueraremensis: epíteto geográfico que alude a su localización en Buerarema en el Estado de Bahía.
Sinonimia
- Anacheilium bueraremense Campacci	[3][4]